# D.I.C.E. Awards 2020
23-я церемония награждения D.I.C.E. Awards (англ. 23rd Annual D.I.C.E. Awards) прошла 13 февраля 2020 года и отметила выдающиеся достижения игровой индустрии за 2019 год. Церемония была проведена Академией интерактивных искусств и наук в рамках D.I.C.E. Summit 2020 в конференц-центре Aria в Лас-Вегасе, штат Невада.

## Номинации и победители
Номинанты были объявлены 10 января 2020 года. Победители были объявлены на церемонии 13 февраля 2020 года. Конни Бут, вице-президент Sony Interactive Entertainment, была включена в Зал славы на это мероприятии.
| Игра года Победитель: - Untitled Goose Game Номинанты: - Control - Death Stranding - Disco Elysium - Outer Wilds | Онлайн-игра года Победитель: - Apex Legends Номинанты: - Call of Duty: Modern Warfare (2019) - Destiny 2: Shadowkeep - Tetris 99 - Wargroove                           |
| Порртативная игра года Победитель: - Sayonara Wild Hearts Номинанты: - Call of Duty: Mobile - Grindstone - Sky: Children of the Light - What the Golf?                                                                                 | Выдающееся достижение среди инди-игр Победитель: - Untitled Goose Game Номинанты: - A Short Hike - Disco Elysium - Sayonara Wild Hearts - What the Golf?               |
| VR-игра года Победитель: - Pistol Whip Номинанты: - Asgard's Wrath - Blood & Truth - The Curious Tale of the Stolen Pets - Trover Saves the Universe                                                                                   | Техническое достижение в сфере VR Победитель: - Blood & Truth Номинанты: - Asgard's Wrath - Pistol Whip - Stormland - Westworld Awakening                              |
| Выдающееся достижение в игровой режиссуре Победитель: - Control Номинанты: - A Short Hike - Disco Elysium - Outer Wilds - Untitled Goose Game                                                                                          | Выдающееся достижение в геймдизайне Победитель: - Baba Is You Номинанты: - Disco Elysium - Outer Wilds - Sekiro: Shadows Die Twice - Slay the Spire                    |
| Выдающееся достижение в области анимации Победитель: - Luigi’s Mansion 3 Номинанты: - Call of Duty: Modern Warfare - Days Gone - Death Stranding - Devil May Cry 5                                                                     | Выдающееся достижение в художественном оформлении Победитель: - Control Номинанты: - Call of Duty: Modern Warfare - Concrete Genie - Death Stranding - Resident Evil 2 |
| Выдающееся достижение в создании персонажей Победитель: - Гусь (Untitled Goose Game) Номинанты: - Джесси Фейден (Control) - Клифф Унгер (Death Stranding) - Сэм Портер Бриджес (Death Stranding) - Гриз (Star Wars Jedi: Fallen Order) | Выдающееся достижение в оригинальном саундтреке Победитель: - Control Номинанты: - Arise: A Simple Story - Erica - Golem - Mortal Kombat 11                            |
| Выдающееся достижение в звуковом дизайне Победитель: - Death Stranding Номинанты: - Call of Duty: Modern Warfare - Mortal Kombat 11 - Resident Evil 2 (2019) - Sayonara Wild Hearts                                                    | Выдающееся достижение в повествовании Победитель: - Disco Elysium Номинанты: - Control - Telling Lies - The Outer Worlds - Outer Wilds                                 |
| Выдающееся достижение в области технологий Победитель: - Death Stranding Номинанты: - Control - Call of Duty: Modern Warfare (2019) - Concrete Genie - Metro Exodus                                                                    | Экшен года Победитель: - Control Номинанты: - Call of Duty: Modern Warfare (2019) - Devil May Cry 5 - Gears 5 - Sekiro: Shadows Die Twice                              |
| Приключенческая игра года Победитель: - Star Wars Jedi: Fallen Order Номинанты: - Death Stranding - Luigi's Mansion 3 - Resident Evil 2 - The Legend of Zelda: Link’s Awakening                                                        | Семейная игра года Победитель: - Super Mario Maker 2 Номинанты: - A Short Hike - Dragon Quest Builders 2 - Ring Fit Adventure - Yoshi’s Crafted World                  |
| Файтинг года Победитель: - Mortal Kombat 11 Номинанты: - Dead or Alive 6 - Jump Force - Samurai Shodown | Гоночная игра года Победитель: - Mario Kart Tour Номинанты: - Crash Team Racing Nitro-Fueled - Dirt Rally 2.0 - F1 2019 - Trials Rising                                |
| Ролевая игра года Победитель: - The Outer Worlds Номинанты: - Disco Elysium - Final Fantasy XIV: Shadowbringers - Kingdom Hearts III - Pokemon Sword and Shield                                                                        | Спортивная игра года Победитель: - FIFA 20 Номинанты: - Madden NFL 20 - MLB The Show 19 - NBA 2K20 - NHL 20                                                            |
| Стратегия/симулятор года Победитель: - Fire Emblem: Three Houses Номинанты: - Anno 1800 - Oxygen Not Included - Slay the Spire - Total War: Three Kingdoms                                                                             | |

Источник: